# Marathon (Santana-album)
A Marathon Carlos Santana 1979-es nagylemeze. 1992-ben CD-n is kiadták.

## Dalok
1. Marathon (Santana)
2. Lighting in the Sky (Santana, Chris Solberg)
3. Aqua Marine (Alan Pasqua)
4. You Know That I Love You (Ligertwood, Pasqua, Santana)
5. All I Ever Wanted (Solberg, Ligetrwood, Santana) T-071.072.977-3
6. Stand Up (Santana, Solberg)
7. Runnin (David Margen)
8. Summer Lady (Solberg, Ligertwood, Pasqua) T-071.221.434-0
9. Love (Santana, Solberg)
10. Stay (Beside Me) (Santana)
11. Hard Times (Solberg, Margen, Ligetwood, Santana, Pasqua) ISWC T-071.135.814-3

## Zenészek
- Carlos Santana – gitár, vokál
- Chris Solberg – gitár, billentyűs hangszerek, vokál
- David Margen – basszusgitár
- Alan Pasqua – billentyűs hangszerek, vokál
- Alex Ligertwood – vokál
- Graham Lear – dobok
- Raul Rekow – ütős hangszerek, vokál
- Armando Peraza – ütős hangszerek, vokál